# Frändeforsån

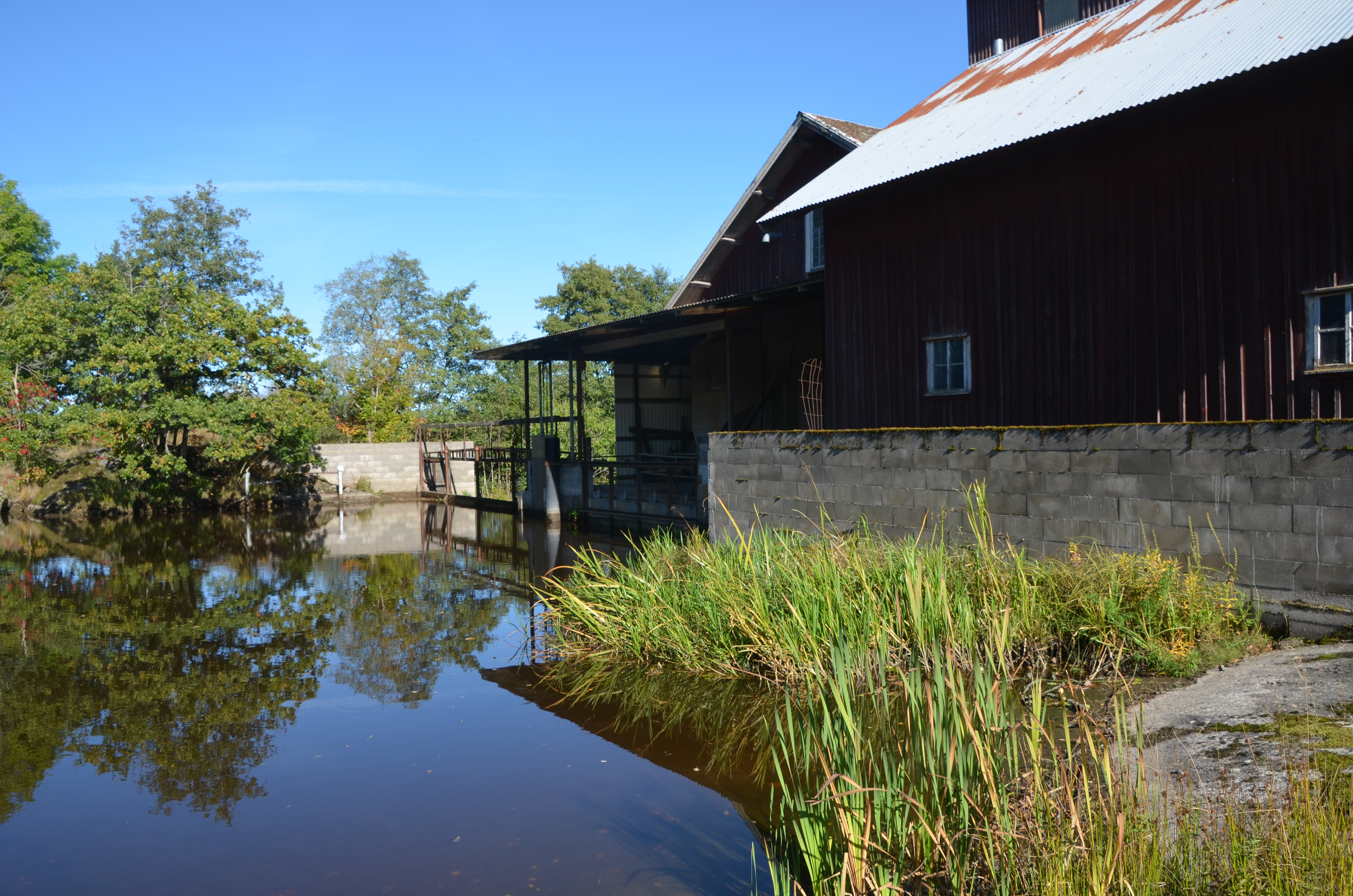
Kvarndammen i Forsane

Frändeforsån är ett vattendrag i dalslandsdelen av Vänersborgs kommun.
Frändeforsån rinner från Östra Hästefjorden österut, genom Frändefors tätort, förbi Brålanda kyrka och flyter i nordost samman med Krokån och bildar Dalbergsån. På 1860-talet döpte mormonkyrkan fem personer i ån.